# Yegor Pávlov
Yegor Pávlov –en ruso, Егор Павлов– (8 de septiembre de 2001) es un deportista ruso que compite en natación. Ganó una medalla de bronce en el Campeonato Europeo de Natación en Piscina Corta de 2021, en la prueba de 200 m mariposa.

## Palmarés internacional
| Campeonato Europeo en Piscina Corta | Campeonato Europeo en Piscina Corta | Campeonato Europeo en Piscina Corta | Campeonato Europeo en Piscina Corta |
| Año                                 | Lugar                               | Medalla                             | Prueba                              |
| ----------------------------------- | ----------------------------------- | ----------------------------------- | ----------------------------------- |
| 2021                                | Kazán (Rusia)                       | Medalla de bronce                   | 200 m mariposa                      |